# Anthony Reed
Pour les articles homonymes, voir Reed.
Anthony Reed, né le 3 janvier 1971, à Monroe, en Louisiane, est un ancien joueur américain de basket-ball. Il évolue au poste d'ailier. 

## Palmarès
- Coupe de Slovénie 1995